# Gouvernement Mamadou Dia (2)
Pour les articles homonymes, voir Gouvernement Mamadou Dia.
Le 13 mai 1961, le président de la République Léopold Sédar Senghor nomme  un nouveau gouvernement, toujours dirigé par Mamadou Dia. 
- Mamadou Dia, président du Conseil, ministre de la Défense nationale
- Doudou Thiam, ministre des Affaires étrangères
- Gabriel d'Arboussier, garde des Sceaux, ministre de la Justice
- Valdiodio Ndiaye, ministre de l’Intérieur
- Amadou Karim Gaye, ministre de l’Assistance et de la Coopération technique
- André Peytavin, ministre des Finances
- Joseph Mbaye, ministre de l’Économie rurale
- François Dieng, ministre de l’Éducation nationale
- Alioune Badara Mbengue, Ministre des Travaux Publics, de l’Habitat et de l’Urbanisme
- Ibrahima Sar, ministre de la Fonction publique et du Travail
- Amadou Babacar Sarr, ministre de la Jeunesse et des Sports
- Abdoulaye Fofana, ministre du Commerce de l’Industrie et de l’Artisanat
- Émile Badiane, ministre de l’Enseignement technique et de la Formation des cadres
- Alioune Tall, ministre des Transports et des Télécommunications
- Amadou Cissé Dia, ministre de la Santé et des Affaires sociales
- Obèye Diop, ministre de l’Information, de la Radiodiffusion et de la Presse

Le gouvernement est constitué des mêmes membres, avec sensiblement les mêmes portefeuilles. Mamadou Dia prend la charge de la Défense nationale en plus de la primature, Amadou Karim Gaye devient ministre de l'Assistance, Amadou Babacar Sarr échange la Santé et les Affaires sociales pour la Jeunesse et les Sports, précédemment aux mains d'Alioune Tall qui prend les Transports et les Télécommunications. 
Il reste en poste jusqu'à l'arrestation de Mamadou Dia, le 18 décembre 1962 et la suppression du poste de Premier ministre.

## Source
- Gouvernements du Sénégal de 1957 à 2007 (Site Équité et égalité de genre au Sénégal, Laboratoire GENRE, université Cheikh Anta Diop, Dakar)